# Wallace Stegner
Œuvres principales
- Angle d'équilibre
- Vue Cavalière

Wallace Earle Stegner, né le 18 février 1909 à Lake Mills dans l'Iowa et mort le 13 avril 1993 à Santa Fe (Nouveau-Mexique), est un écrivain, romancier et historien américain écologiste ; on le surnomme souvent le doyen des écrivains de l'Ouest.

## Biographie

### Enfance et éducation
Né à Lake Mills dans l'Iowa, il grandit à Great Falls dans le Montana, ainsi qu'à Salt Lake City dans l'Utah et dans le sud de la Saskatchewan, lieux dont il parle dans son autobiographie Wolf Willow. Stegner révèle qu'il a « vécu dans vingt endroits dans huit états différents et au Canada ». Alors qu'il vit dans l'Utah, il devient membre d'une troupe de scouts mormons (bien qu'il soit presbytérien) et gagne la récompense scout de l'aigle. Il achève sa licence à l'université de l'Utah en 1930.

### Enseignement
Il enseigne aux universités du Wisconsin et de Harvard avant d'accepter un poste à l'Université Stanford où il crée un cours d'écriture créative. Il est le professeur d'étudiants comme Sandra Day O'Connor, Edward Abbey, Wendell Berry, Thomas McGuane, Ken Kesey, Gordon Lish, Ernest Gaines et Larry McMurtry. Il est aussi l'assistant particulier du secrétaire à l'Intérieur Stewart Udall. Élu au conseil d'administration du Sierra Club, il y siège de 1964 à 1966. Il déménage également dans une maison aux environs de Los Altos Hills et devient un de ses habitants les plus notoires.

### Carrière littéraire
Il obtient son premier succès avec le roman La Montagne en sucre (The Big Rock Candy Mountain) publié en 1943, dont le récit est fortement autobiographique. Paru en 1971, Angle d'équilibre (Angle of Repose) remporte le Prix Pulitzer de la fiction en 1972 : ce récit est fondé en grande partie sur les lettres de Mary Hallock Foote (publiées ultérieurement sous le titre A Victorian Gentlewoman in the Far West). L'utilisation par Stegner de passages copiés directement des lettres de Foote cause une certaine controverse. Stegner est également lauréat du National Book Award pour Vue cavalière (The Spectator Bird) en 1977. En 1992, il refuse une médaille de la part du National Endowment for the Arts car il pense que cette agence culturelle est devenue trop politisée.
Hormis les romans, il fait paraître divers ouvrages dont Beyond the Hundredth Meridian: John Wesley Powell and the Second Opening of the West (1954), une biographie du premier explorateur de la Colorado River par le Grand Canyon et sa carrière ultérieure en tant que scientifique pour le gouvernement et partisan pour la préservation de l'eau dans l'Ouest américain.

### Mort
Wallace Stegner meurt à Santa Fe, dans le Nouveau-Mexique, alors qu'il se rend dans la ville pour y donner une conférence. Sa mort est le résultat de blessures qu'il avait subies lors d'un accident de voiture le 28 mars 1993. Il était le père de l'écrivain écologiste Page Stegner.

## Œuvre

### Romans
- Remembering Laughter (1937) Publié en français sous le titre Une journée d'automne, Paris, Gallmeister coll. « Totem » no 114, 2018
- The Potter's House (1938)
- On a Darkling Plain (1940)
- Fire and Ice (1941)
- The Big Rock Candy Mountain (1943), roman autobiographique Publié en français sous le titre La Montagne de mes rêves,traduit par Édith Vincent, Paris, éditions du Bateau ivre, coll. « Climats », 1946 (BNF 31401776) Publié en français dans une nouvelle traduction par Éric Chédaille sous le titre La Bonne Grosse Montagne en sucre, Paris, éditions Phébus, coll. « D'aujourd'hui. Étranger », 2002  (ISBN 2-85940-815-0) ; réédition sous le titre La Montagne en sucre, Paris, éditions Points, coll. « Les grands romans » no P2259, 2009  (ISBN 978-2-7578-1509-0) ; réédition sous le titre La Montagne en sucre, Paris, Gallmeister, coll. « Totem » no 62, 2016  (ISBN 978-2-35178-562-1)
- Second Growth (1947)
- The Preacher And the Slave aka Joe Hill: A Biographical Novel (1950)
- A Shooting Star (1961) Publié en français sous le titre Une étoile filante, traduit par France-Marie Watkins, Paris, Presses de la Cité, 1961 (BNF 33182548)
- All the Little Live Things (1967) Publié en français sous le titre La Vie obstinée, traduit par Éric Chédaille, Paris, éditions Phébus, coll. « D'aujourd'hui. Étranger », 1999  (ISBN 2-85940-577-1) ; réédition, Paris, Phébus, coll. « Libretto » no 102, 2002  (ISBN 2-85940-818-5) ; réédition, Paris, Gallmeister, coll. « Totem » no 215, 2022  (ISBN 978-2-35178-813-4)
- Angle of Repose (1971) - Lauréat du Prix Pulitzer Publié en français sous le titre Angle d'équilibre, traduit par Éric Chédaille, Paris, éditions Phébus, coll. « D'aujourd'hui. Étranger », 2000  (ISBN 2-85940-655-7) ; réédition, Paris, Phébus, coll. « Libretto » no 140, 2003  (ISBN 2-85940-917-3) ; réédition, Paris, Gallmeister, coll. « Totem » no 291, 2024  (ISBN 978-2-35178-815-8)
- The Spectator Bird (1976) - Lauréat du National Book Award Publié en français sous le titre Vue cavalière, traduit par Éric Chédaille, Paris, éditions Phébus, coll. « D'aujourd'hui. Étranger », 1998  (ISBN 2-85940-509-7) ; réédition, Paris, Phébus, coll. « Libretto » no 48, 2000  (ISBN 978-2-85940-649-3) ; réédition, Paris, Gallmeister, coll. « Totem » no 255, 2023  (ISBN 978-2-35178-814-1)
- Recapitulation (1979) Publié en français sous le titre L'Envers du temps, traduit par Éric Chédaille, Paris, Gallmeister, coll. « Nature writing », 2017  (ISBN 978-2-35178-163-0)
- Crossing to Safety (1987) Publié en français sous le titre En lieu sûr, traduit par Éric Chédaille, Paris, éditions Phébus, coll. « D'aujourd'hui. Étranger », 2003  (ISBN 2-85940-911-4) ; réédition, Paris, Gallmeister, coll. « Totem » no 86, 2017  (ISBN 978-2-35178-580-5)

### Recueils de nouvelles
- The Women On the Wall (1950)
- The City of the Living: And Other Stories (1957)
- Writer's Art: A Collection of Short Stories (1972)
- Collected Stories of Wallace Stegner (1990) Publié en français sous le titre Le Goût sucré des pommes sauvages, traduit par Éric Chédaille, Paris, éditions Phébus, coll. « D'aujourd'hui. Étranger », 2004  (ISBN 2-85940-975-0) ; réédition, Paris, éditions Points, coll. « Signatures » no P2237, 2009  (ISBN 978-2-7578-1495-6) ; réédition, Paris, Gallmeister, coll. « Totem » no 138, 2019  (ISBN 978-2-35178-579-9)
- Late Harvest: Rural American Writing (1996), en collaboration avec Bobbie Ann Mason

### Essais, mémoires, biographies
- Mormon Country (1942)
- One Nation (1945)
- Beyond the Hundredth Meridian: John Wesley Powell and the Second Opening of the West (1954)
- Wolf Willow: A History, a Story, and a Memory of the Last Plains Frontier (1955), texte autobiographique Publié en français de façon partielle sous le titre Lettres pour le monde sauvage, traduit par Anatole Pons, Paris, Gallmeister, coll. « Nature writing », 2015  (ISBN 978-2-35178-091-6) ; réédition, Paris, Gallmeister, coll. « Totem » no 178, 2021  (ISBN 978-2-35178-780-9)
- The Gathering of Zion: The Story of the Mormon Trail (1964)
- Teaching the Short Story (1966)
- The Sound of Mountain Water (1969)
- Discovery! The Search for Arabian Oil (1971)
- Writer in America (1982)
- Conversations With Wallace Stegner on Western History and Literature (1983)
- This Is Dinosaur: Echo Park Country And Its Magic Rivers (1985)
- American Places (1985)
- On the Teaching of Creative Writing (1988)
- The Uneasy Chair: A Biography of Bernard Devoto (1989)
- Where the Bluebird Sings to the Lemonade Springs, 'Living and writing in the West' (1992), texte autobiographique
- Genesis: A Story from Wolf Willow (1994)

## Prix et récompenses
- 1937 : Little, Brown Prize pour Remembering Laughter
- 1967 : Commonwealth Gold Medal pour All the Little Things
- 1972 : Prix Pulitzer de la fiction pour Angle d'équilibre (Angle of Repose)
- 1977 : National Book Award pour The Spectator Bird
- 1980 : Prix Robert Kirsch du Los Angeles Times Book Prize pour sa réussite littéraire
- 1990 : P.E.N. Center USA West award pour l'ensemble de son œuvre
- 1991 : California Arts Council award pour l'ensemble de son œuvre
- 1992 : National Endowment for the Arts (refusé)

Plus : Trois O. Henry Awards, trois bourses Guggenheim (1949, 1952, 1959), Senior Fellow of the National Institute of Humanities, membre du National Institute and Academy of Arts and Letters et membre de la National Academy of Arts and Sciences.